# Светски дан тоалета
Светски дан тоалета је званичан међународни дан Уједињених нација који се обележава 19. новембра како би се подстакле акције за решавање глобалне санитарне кризе. Широм света, 4,2 милијарда људи живи без „безбедних санитарија“, а око 673 милиона људи практикује дефекацију на отвореном. ‍:74 Циљ 6 одрживог развоја је: „обезбедити доступност и одрживо управљање водом и канализацијом за све“. Конкретно, циљ 6.2 је „Зауставити дефекацију на отвореном и обезбедити приступ безбедним санитарним условима и хигијени“. Када је објављен Извештај о циљевима одрживог развоја за 2020. годину, генерални секретар Уједињених нација Антонио Гутереш је рекао: „Данас је циљ 6 одрживог развоја у великој мери скренуо са колосека“ и „кочи напредак у Агенди 2030, остваривање људских права и постизање мира и безбедности широм света“.
Светски дан тоалета постоји да информише, ангажује и инспирише људе да предузму акцију ка постизању овог циља. Генерална скупштина УН прогласила је Светски дан тоалета званичним даном УН 2013. године, након што је Сингапур поднео резолуцију (своју прву резолуцију пред Генералном скупштином УН од 193 државе чланице). Пре тога, Светски дан тоалета је незванично установила Светска  организација тоалета (невладина организација са седиштем у Сингапуру) 2001.
УН-Вода је званични организатор Светског дана тоалета. УН-Вода одржава званичну веб страницу Светског дана тоалета и бира посебну тему за сваку годину. У 2020. години тема је била „Одрживи санитарни услови и климатске промене“. Теме претходних година су: решења заснована на природи, отпадне воде, тоалети и послови, тоалети и исхрана. Светски дан тоалета обележава се комуникационим кампањама и другим активностима. Догађаје планирају посматрачи УН, међународне организације, локалне организације цивилног друштва и волонтери како би подигли свест и инспирисали акцију.
Тоалети су важни јер приступ тоалету који безбедно функционише има позитиван утицај на јавно здравље, људско достојанство и личну безбедност, посебно за жене. Системи санитарних услова који не третирају безбедно излучевине (фецес) омогућавају ширење болести. Озбиљне болести као што су колера, дијареја, тифус, дизентерија и шистосомијаза преносе се земљом и водом.

## Обележавање
2013. године, УН-Вода и „Тематска приоритетна област о води за пиће и основним санитарним условима“ добили су мандат да сваке године надгледају Светски дан тоалета. Овај мандат је описан у Резолуцији Уједињених нација А/67/Л.75.
У консултацији са Радном групом УН-Вода за Светски дан тоалета, коју чине организације чланице УН-Вода, УН-Вода бира тему на основу извештаја о развоју светских вода за ту годину и развија садржај за комуникацијске кампање за Светски дан тоалета.
УН-Вода управља веб сајтом Светског дана тоалета који промовише кључна питања, обезбеђује ресурсе за комуникацију и кампање и најављује догађаје и прилике за учешће.
Целокупна кампања Светског дана тоалета мобилише цивилно друштво, трустове мозгова, невладине организације, академике, корпорације и ширу јавност да учествују у повезаним друштвеним медијима и комуникацијским кампањама. На крају, циљ је да се подстакну организације и владе да планирају активности и акције у вези са санитарним питањима како би постигли напредак у 6. Циљу одрживог развоја.

## Годишње теме
Почевши од 2012. године, теме Светског дана тоалета биране су за сваку годину и чине основу повезаних комуникационих кампања. Од 2016. године иста укупна годишња тема користи се и за Светски дан тоалета и Светски дан вода, на основу Извештаја о развоју светских вода.
- 2012 - "Брига ме, а тебе?" (слоган)[19]
- 2013 – Туризам и вода
- 2014 – Једнакост и достојанство[20]
- 2015 – Тоалети и исхрана
- 2016 – Тоалети и послови[11]
- 2017 – Отпадне воде[21]
- 2018 – Решења заснована на природи (слоган: „Када природа зове“)[22]
- 2019 – Не остављајући никога иза себе[23][24] – Кампања скреће пажњу на то да су ти људи „остављени без санитарних услова и друштвених, економских и еколошких последица неактивности“.[25][26] Ово је уско повезано са Циљем одрживог развоја бр. 6 који има за циљ да елиминише дефекацију на отвореном и обезбеди да „сви имају приступ одрживим санитарним услугама до 2030. године, обраћајући посебну пажњу на потребе жена и девојчица и оних у рањивим ситуацијама“.[3]
- 2020 – Одржива санитација и климатске промене[27][28]
- 2021 – Вредновање тоалета – Светска трговинска организација и Бил Гејтс верују да ако се може дати вредност тоалетном отпаду, онда ће се генерисати средства за плаћање било каквог чишћења, укључујући профит за предузетнике заинтересоване за улагање у сродне индустрије.
- 2022 – Подземне воде и канализација – чинећи невидљиво видљивим.

## Утицаји
Кампања Светског дана тоалета и повезане публикације допиру до милиона људи путем друштвених медија, наменских веб страница и других канала. ‍:21 Преко 100 догађаја у 40 земаља регистровано је на сајту Светског дана тоалета и 2016. и 2017. године. ‍:23 ‍:17 У 2017, хаштаг #WorldToiletDay имао је максимални потенцијални досег од преко 750 милиона људи на друштвеним мрежама. ‍:17 У 2018. години максимални потенцијални досег је повећан за 15% у односу на 2017. годину; онлајн активност и аутори такође су порасли за 12% односно 22% у односу на 2017. годину. ‍:32

## Историја
Џек Сим, филантроп из Сингапура, основао је НВО - Светску тоалетну организацију - 19. новембра 2001. године. Касније је прогласио 19. новембар за Светски дан тоалета. Назив "Светски дан тоалета", а не "Светски дан санитације", изабран је ради лакшег слања јавних порука, иако су тоалети само прва фаза санитарних система.
Догађаји поводом Светског дана тоалета и кампање за подизање свести јавности повећавају свест јавности о ширим санитарним системима који укључују третман отпадних вода, управљање фекалним муљем, управљање чврстим комуналним отпадом, управљање атмосферским водама, хигијену и прање руку. Такође, циљеви одрживог развоја УН захтевају више од тоалета. Циљ 6 позива на адекватну санитацију, која укључује цео систем за обезбеђивање да се отпад безбедно обрађује.
Светска тоалетна организација је почела да се залаже за глобално признање Светског дана тоалета, а 2007. године, Алијанса за одрживу санитацију (SuSanA) почела је да активно подржава и Светски дан тоалета. Њихови напори да скрену пажњу на санитарну кризу појачани су 2010. године када су УН званично прогласиле људско право на воду и канализацију за људско право.
2013. године, заједничка иницијатива Владе Сингапура и Светске тоалетне организације довела је до прве резолуције УН у Сингапуру под називом „Санитација за све“. Резолуција позива на колективну акцију како би се окончала светска санитарна криза. Светски дан тоалета проглашен је званичним даном УН 2013. године. Ту резолуцију усвојиле су 122 земље на 67. заседању Генералне скупштине УН у Њујорку.
Циљеви одрживог развоја заменили су Миленијумске развојне циљеве 2016. године. На Светски дан тоалета 19. новембра 2015. године, генерални секретар Уједињених нација Бан Кимун позвао је на широку акцију да се обнове напори да се свима омогући приступ адекватним санитарним условима. Подсетио је све на „Позив на акцију о санитацији“ који је покренут 2013. године и на циљ да се до 2025. оконча  дефекација на отвореном. Такође је рекао: „Према многим рачунима, санитарије су мета Миленијумских развојних циљева која се највише пропушта“.

## Позадина
Широм света, 4,2 милијарди људи живи без „безбедно вођених санитарних услова“, а око 673 милион људи широм света практикује  дефекацију на отвореном. ‍:74 Уринирање на отвореном такође може бити тешко за жене и девојке. Жене имају тенденцију да прибегну окриљу таме да би им пружиле више приватности, али онда ризикују да буду нападнуте када су саме ноћу.
Процењује се да је 58% свих случајева дијареје широм света у 2015. било узроковано небезбедном водом, лошим санитарним условима и лошом хигијенском праксом, као што је неадекватно прање руку. То је довело до тога да пола милиона деце млађе од пет година умире од дијареје годишње. Процењено је да обезбеђивање санитарних услова смањује шансе да деца оболе од дијареје за 7–17%, а смртност деце млађе од пет година за 5–20%.
Људско право на воду и канализацију је признато као људско право од стране Генералне скупштине Уједињених нација (УН) 28. јула 2010. године. Недостатак приступа санитарним чворовима (тоалетима) утиче на јавно здравље, достојанство и безбедност. Ширење многих болести (нпр. хелминтијаза која се преноси земљом, дијареја, шистосомијаза) и успоравање раста код деце је директно повезано са људима који су изложени људском фецесу јер тоалети или нису доступни или се не користе.
Циљ 6 одрживог развоја има за циљ да обезбеди санитарне услове за све.